# 可口可樂日本裝瓶控股
可口可樂日本裝瓶控股（日语：コカ・コーラボトラーズジャパンホールディングス株式会社，東證1部：2579）是一家總部位於日本東京都港區的可口可樂公司的子公司。該公司的前身是可口可樂東日本。可口可樂日本裝瓶控股是東京證券交易所的上市公司。

## 外部連結
- コカ・コーラボトラーズジャパンホールディングス株式会社 （页面存档备份，存于）